# Liberty (állam)
Liberty tervezett állam az Egyesült Államokban, ami Washington állam keleti részének elszakadásával jönne létre. 2019 januárjában Washington Képviselőházában előterjesztettek egy törvényt, ami az elszakadást engedélyezte volna. Matt Shea képviselő javasolta először 2015-ben és 2017-ben, majd a Douglas megyei republikánus párt egyik gyűlésén is szóba esett az új állam létrehozása. 2021 elején Rob Chase és Bob McCaslin előterjesztettek egy javaslatot House Bill 1239 néven, ami támogatta egy új állam létrehozását Liberty néven, Robert Sutherland és Tom Dent republikánus képviselők támogatásával. Az új állam népessége 1 696 000 fő, míg területe 108 313 km2 lenne, amivel az ország 41. leglakottabb és 36. legnagyobb állama lenne.

## Háttér
Washington állam keleti részére jellemző, hogy republikánusokra szavaz, hiszen földrajzilag közel van Idaho államhoz, ami történelmileg konzervatív és általában republikánus jelöltekre szavaz. Jellemző az is, hogy a kisvárosok és falvak lakosai általában republikánus jelölteket preferálnak, míg a nyugaton fekvő nagyvárosok lakói főleg demokrata szavazók. Ennek köszönhető az, hogy a keleti lakosság gyakran úgy érzi, hogy nincs megfelelő képviselete.
Annak ellenére, hogy az állam keleti fele főként republikánus szavazó, az államot nem nyerte el republikánus elnökjelölt az 1984-es választás óta, amikor Ronald Reagan szinte minden elektort megszerzett az országban. A 2020-as elnökválasztáson a kelet egyes megyéi akár 80%-ban is Donald Trumpra szavaztak, míg a népesebb nyugaton általában minden megye Joe Bidenre adta le szavazatát, esetekben akár 70%-os többséggel. Ez főleg annak köszönhető, hogy az állam lakosságának kétharmada Seattle környékén él, ami túlnyomóan demokrata.
Az államnak ezek mellett nem volt republikánus kormányzója 1985 óta, mikor John Spellman volt hivatalban és a második világháború óta mindössze három kormányzója volt a vörös pártból, a nyolc demokratával ellentétben. Ehhez hasonlóan az 1940-es évek óta nyolc demokrata és csak négy republikánus szenátora volt Washingtonban, a legutóbbi 2001-ben hagyta ott a Szenátust. A képviselők többsége is általában demokrata, a 2022-es választás óta nyolc demokratát és két republikánust küld az állam a Képviselőházba.